# Drepanogynis fuscimargo
Drepanogynis fuscimargo är en fjärilsart som beskrevs av W. Warren 1898. Drepanogynis fuscimargo ingår i släktet Drepanogynis och familjen mätare. Inga underarter finns listade i Catalogue of Life.